# Halowe Mistrzostwa Świata w Lekkoatletyce 1999 – bieg na 1500 m kobiet
Bieg na 1500 m kobiet – jedna z konkurencji rozgrywanych podczas halowych mistrzostw świata w lekkoatletyce w 1999. Eliminacje odbyły się 5 marca, a finał został rozegrany 6 marca.
Do eliminacji zgłoszonych zostało 15 zawodniczek z 12 państw.
Zawody w tej konkurencji wygrała reprezentantka Rumunii Gabriela Szabó. Drugą pozycję zajęła rodaczka triumfatorki Violeta Szekely, trzecią zaś reprezentująca Polskę Lidia Chojecka.

## Wyniki

### Eliminacje
Źródło: 
Bieg 1
| Miejsce | Zawodniczka        | Państwo   | Wynik   | Uwagi       |
| ------- | ------------------ | --------- | ------- | ----------- |
| 1.      | Violeta Szekely    | Rumunia   | 4:07,66 | [ a ] [ 2 ] |
| 2.      | Ołga Komiagina     | Rosja     | 4:08,49 |             |
| 3.      | Lidia Chojecka     | Polska    | 4:08,71 |             |
| 4.      | Andrea Šuldesová   | Czechy    | 4:09,00 | PB          |
| 5.      | Rocío Rodríguez    | Hiszpania | 4:13,63 | PB          |
| 6.      | Sylvia Kühnemund   | Niemcy    | 4:14,31 |             |
| 7.      | Ołena Gorodnyczowa | Ukraina   | 4:19,20 |             |

Bieg 2
| Miejsce | Zawodniczka        | Państwo           | Wynik   | Uwagi |
| ------- | ------------------ | ----------------- | ------- | ----- |
| 1.      | Gabriela Szabó     | Rumunia           | 4:14,99 |       |
| 2.      | Kutre Dulecha      | Etiopia           | 4:15,54 |       |
| 3.      | Swietłana Kanatowa | Rosja             | 4:15,76 |       |
| 4.      | Judit Varga        | Węgry             | 4:15,99 |       |
| 5.      | Maite Zúñiga       | Hiszpania         | 4:18,70 |       |
| 6.      | Alisa Harvey-Hill  | Stany Zjednoczone | 4:20,09 |       |
| 7.      | Niusha Mancilla    | Boliwia           | 4:20,16 | NR    |
| 8.      | Minori Hayakari    | Japonia           | 4:25,03 |       |

### Finał
Źródło: 
| Miejsce | Zawodniczka        | Państwo   | Wynik   | Uwagi       |
| ------- | ------------------ | --------- | ------- | ----------- |
| 01 !    | Gabriela Szabó     | Rumunia   | 4:03,23 | CR          |
| 02 !    | Violeta Szekely    | Rumunia   | 4:03,53 | [ a ] [ 2 ] |
| 03 !    | Lidia Chojecka     | Polska    | 4:05,86 | NR          |
| 4.      | Ołga Komiagina     | Rosja     | 4:06,18 | PB          |
| 5.      | Swietłana Kanatowa | Rosja     | 4:06,20 | PB          |
| 6.      | Andrea Šuldesová   | Czechy    | 4:06,37 | PB          |
| 7.      | Rocío Rodríguez    | Hiszpania | 4:10,17 | PB          |
| 8.      | Kutre Dulecha      | Etiopia   | 4:11,91 |             |
| 9.      | Sylvia Kühnemund   | Niemcy    | 4:26,35 |             |